# Mallerenga cuallarga rogenca
La mallerenga cuallarga rogenca (Aegithalos iouschistos) és una espècie d'ocell de la família dels egitàlid (Aegithalidae). Habita boscos de pins i matolls del nord de l'Índia, el Nepal i sud del Tibet. El seu estat de conservació es considera de risc mínim.